# ᶑ
ᶑ (d z kreską i ogonkiem) nieużywana współcześnie litera alfabetu łacińskiego, używana była niegdyś w transkrypcji fonetycznej, reprezentowała spółgłoskę dźwięczną implozywną z retrofleksją (?) (współcześnie taki dźwięk nie występuje w żadnym języku). Powstała z litery d z haczykiem symbolizującym implozję, i ogonkiem symbolizującym retrofleksję. Jest to więc ligatura liter ɗ i ɖ.
ᶑ nie jest oficjalną literą IPA.

## Kodowanie
| Litera | Kodowanie | Nazwa                                   |
| ------ | --------- | --------------------------------------- |
| ᶑ      | U+1D91    | LATIN SMALL LETTER D WITH HOOK AND TAIL |